# Galium volhynicum
Galium volhynicum är en måreväxtart som beskrevs av Evgeniia Georgievna Pobedimova. Galium volhynicum ingår i släktet måror, och familjen måreväxter. Inga underarter finns listade i Catalogue of Life.